# هوروخیف
شهر هوروخیف (به روسی: Горохів) در استان ولین در کشور اوکراین واقع شده‌است. جمعیت این شهر ۹٬۰۱۵ نفر  است.